# Vetrni šport
Vetrni šport (angleško Windsport) je katerikoli šport, pri katerem se s pomočjo jadra ali  zmaja izkorišča vetrno energijo. Teren je lahko kopno, sneg (led) ali voda. 

## Vetrni športi
- Jadranje
- Zmajarstvo na vodi
- Zmajarstvo na snegu
- Zmajarstvo z rolko
- Zmajarstvo s čolnom
- Zmajarstvo z vozičkom
- Jadranje na deski
- Jadranje po kopnem

## Zračni športi
Zračni športi sicer pogosto izkoriščajo veter, vendar se ne pojmujejo kot vetrni, ker zrakoplov zapusti tla za dlje časa in za pogon ne uporablja vetra.
- Jadralno letalstvo
- Jadralno padalstvo
- Jadralno zmajarstvo
- Vlečno padalo -  kjer čoln ali vozilo vleče padalo
- Toplozračni balon